# All That You Can't Leave Behind
Albums de U2
Hasta la Vista Baby!
(2000) Seven
(2002)
Singles
1. Beautiful Day
Sortie : 9 octobre 2000
2. Stuck in a Moment You Can't Get Out Of
Sortie : 29 janvier 2001
3. Elevation
Sortie : 12 juin 2001
4. Walk On
Sortie : 19 novembre 2001

All That You Can't Leave Behind  est le dixième album studio du groupe de rock irlandais U2, sorti le 30 octobre 2000 sous le label Island Records. Il est produit par Brian Eno et Daniel Lanois et mixé par Steve Lillywhite, Tim Palmer, Mike Hedges, Richard Rainey, Brian Eno, Daniel Lanois, Richard Stannard, Julian Gallagher et Steve Fitzmaurice. L'album a été enregistré entre octobre 1998 et août 2000 à Èze dans le Sud de la France et dans trois studios de Dublin : Hanover studios, Windmill Lane studios et Westland studios. Il est composé de onze titres et sa durée d'écoute avoisine les 50 minutes. La photo du disque représente les membres de U2 dans le hall de l'aéroport Roissy Charles de Gaulle à Paris.
Décrit par The Edge comme un album très simple, il marque pour U2 le retour à un son plus traditionnel après leurs expérimentations des années 1990. No 1 dans 32 pays à sa sortie, All That You Can't Leave Behind est l'album le plus populaire de U2 depuis The Joshua Tree. Ce succès est dû notamment à ses quatre singles (Beautiful Day, Stuck in a Moment You Can't Get Out Of, Elevation et Walk On) qui ont tous été bien classés dans les charts du monde entier. Le disque a reçu aussi un accueil positif de la critique mondiale et a remporté sept Grammy Awards dont ceux du meilleur album rock et de la meilleure chanson de l'année pour Beautiful Day. Il a été suivi de la tournée Elevation Tour en Amérique du Nord et en Europe du 25 avril au 2 décembre 2001.
En 2012, le magazine Rolling Stone classe All That You Can't Leave Behind à la 280e place dans sa liste des 500 plus grands albums de tous les temps. À ce jour, il s'est vendu à plus de 12 millions d'exemplaires à travers le monde, dont environ 550 000 copies en France. L'album a été réédité en 2020 pour commémorer le 20e anniversaire de sa sortie originale.

## Historique

### Contexte
Les années 1990 sont celles de la réinvention et des expériences musicales en tous genres pour U2. Elles débutent par Achtung Baby et Zooropa, dans lequel le groupe s'aventure vers la musique industrielle et l'électro. Elles se confirment avec  le projet Passengers en 1995 puis Pop en 1997, qui flirte même avec la techno et la dance. Si le succès est encore là, aussi bien de la part du public que de la critique, cette époque marque néanmoins un essoufflement créatif chez les membres du groupe. Les ventes de Pop, pourtant respectables, restent parmi les plus faibles de l'histoire de U2, qui n'a pas gardé d'excellents souvenirs de son enregistrement, entre nombreux réenregistrements et remixes de dernières minutes. Selon The Edge, le groupe s'est rendu compte, après la publication du disque, qu'il avait « réussi à pousser la déconstruction du format rock'n'roll jusqu'à son plus haut degré ». Partant de ce constat, U2 décide, à la suite de la tournée PopMart, de radicalement se remettre en question et revenir à ce qui fait son essence. Comme le déclare Bono en interview, l'objectif de leur prochain album est clair : « postuler de nouveau au titre de meilleur groupe du monde ».

### Enregistrement et lancement du disque
Avant de travailler au successeur de Pop, U2 publie son premier Best of en novembre 1998, afin de « gagner un peu de temps ». Le groupe entre ensuite en studio et décide de revenir à un son se basant essentiellement sur la guitare, la basse et la batterie. Il retrouve pour l'occasion Brian Eno et Daniel Lanois, qui ont produit leurs albums The Unforgettable Fire, The Joshua Tree et Achtung Baby. Ensemble, ils se mettent à l'ouvrage sur le projet U2000, titre très apprécié du groupe qui l'avait déjà choisi temporairement lors de la tournée PopMart.
Le groupe commence à enregistrer ses premières démos pendant trois semaines à la fin de l'année 1998 aux Hanover Quay Studios à Dublin. La chanson Kite provient de cette première séance d’enregistrement. Comme par le passé, The Edge travaille seul de son côté et jette les bases de plusieurs chansons. Puis le groupe se retrouve au complet en studio et fait évoluer les pistes que The Edge a apporté.

U2 pense pouvoir terminer l'album en 1999 mais la participation de Bono à la bande originale du film The Million Dollar Hotel, ainsi qu'à une campagne de protestation pour l'annulation de la dette du tiers monde, retardent sa finition. De plus, le groupe ne tient pas à se donner une échéance précise, comme cela avait été le cas pour Pop qui avait été achevé dans la précipitation. Adam Clayton, le bassiste de U2 raconte : « Quand on a enregistré les premières démos en 1998, on croyait naïvement que le disque serait prêt dans l'année, mais cela nous a pris tout 1999 et une partie de 2000. Après Pop, nous ne voulions pas nous fixer de dates précises ».

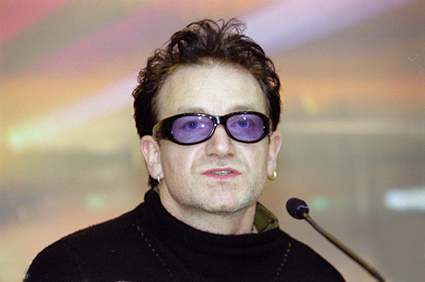
Bono lors de la conférence de presse pour le film The Million Dollar Hotel en 2000.

Beautiful Day est le fruit des sessions d'enregistrement tenues par U2 dans une petite pièce du Hanover Quay Studios durant l'hiver 1999. La genèse de la chanson, appelée initialement Always, est venue d'une séquence d'accords que Bono a composé et que The Edge a adaptée par la suite. Le groupe, Brian Eno et Daniel Lanois mettront plusieurs semaines à l'améliorer. Un matin, les deux producteurs arrivent au studio quelques heures avant tout le monde et travaillent le morceau. Le déclic se produit. Quand le groupe arrive, tout le monde comprend qu'ils viennent de trouver ce qu'ils cherchaient depuis longtemps. Il ne reste plus à Bono qu'à écrire les paroles. Et c'est finalement le producteur de longue date de U2, Steve Lillywhite, qui se chargera du mixage final.
L'enregistrement de l'album voit aussi Bono retrouver progressivement sa voix. La lutte que le chanteur mène avec son propre appareil vocal, perceptible notamment sur Kite ou In a Little While, au cours de laquelle Bono sentira que le voile se déchire enfin et que la voix revient à sa pureté première, estomaquera tous ceux qui se trouvent dans le studio. « Incroyable. Il chantait comme un oiseau » dira The Edge dans l'autobiographie du groupe U2 by U2.
Peut-être parce que les Irlandais y résident une bonne partie de l'année, la France est très présente dans l'élaboration et le lancement du prochain disque. Ainsi, pendant l'été 1999, les membres du groupe se réunissent à Èze dans les Alpes-Maritimes pour travailler et jouer ensemble. En juillet 2000, c'est à Paris, à l'aéroport Roissy-Charles-de- Gaulle que débute le tournage du clip du premier single, Beautiful Day, qui sortira le 9 octobre 2000.
En prélude à la publication de l'album, U2 décide de créer l'événement : un mini concert privé au Man Ray, une boîte de Paris le 19 octobre. Huit cents personnes sont conviées, des personnalités ainsi que des gagnants d'un concours radio. U2 interprète lors de cette soirée certains titres de son nouvel opus : Elevation, New York, Stuck In A Moment You Can't get Out Of, Beautiful Day, et d'anciens morceaux comme Mysterious Ways, All I Want Is You, Even Better Than the Real Thing, The Ground Beneath Her Feet (tiré de The Million Dollar Hotel) et Bad.
Enfin, le 31 octobre 2000, le dixième album des Irlandais sort officiellement dans le monde entier. Son nom All That You Can't Leave Behind  qui a remplacé entre-temps U2000, fait référence au son passé du groupe que celui-ci veut retrouver. Un nouveau cycle semble s'amorcer après les deux des années 1980 (Boy/October/War, The Unforgettable Fire/The Joshua Tree/Rattle and Hum) et celui des années 1990 (Achtung Baby/Zooropa/Pop). « Au début des années 1980, notre musique était peut-être extatique, mais pas vraiment sexy... Là nous sommes sexy et extatiques. Là, on se bouge le cul, littéralement » dit Bono.

## Caractéristiques artistiques

### Analyse du contenu
De genre Rock, All That You Can't Leave Behind se compose de 11 titres et sa durée d'écoute est de 49 minutes et 23 secondes. Toute la musique est composée par U2 et les chansons écrites par Bono. L'album est produit principalement par Brian Eno et Daniel Lanois auxquels on peut associer sur deux titres Steve Lillywhite, de retour en studio avec U2 depuis Achtung Baby. Quatre singles ont servi de promotion à ce disque : Beautiful Day (N°1 au Royaume-Uni et N°21 aux États-Unis), Stuck in a Moment You Can't Get Out Of (N°2 au Royaume-Uni et N°52 aux États-Unis), Elevation (N°3 au Royaume-Uni) et Walk On (N°5 au Royaume-Uni). Selon Bono, « dans nos têtes nous avions écrit 11 singles pour cet album ».

La presse parle de ce disque comme d'un retour aux sources, The Edge utilisant par exemple, malgré les réticences des autres membres du groupe, une Gibson Explorer sur Beautiful Day, ce qu'il n'avait pas fait depuis l'album War (1983). Cependant, bien que décrit comme « un retour au son traditionnel de U2 », plusieurs chansons reprennent des éléments des expérimentations des années 1990. Comme le dit Larry Mullen Junior « on utilise toujours les boites à rythme, l'expérimentation est toujours présente dans tout ce que l'on fait, mais on s'y prend de manière plus subtile ». En effet, les petites touches techno et électro sont encore présentes mais rejetées à l'arrière des compositions comme sur Beautiful Day, When I Look at the World, le groove rock Elevation, ou la plage ambiante Grace en clôture de l'album. Décrit par The Edge comme un album très simple, c'est l'album le plus populaire de U2 depuis The Joshua Tree.

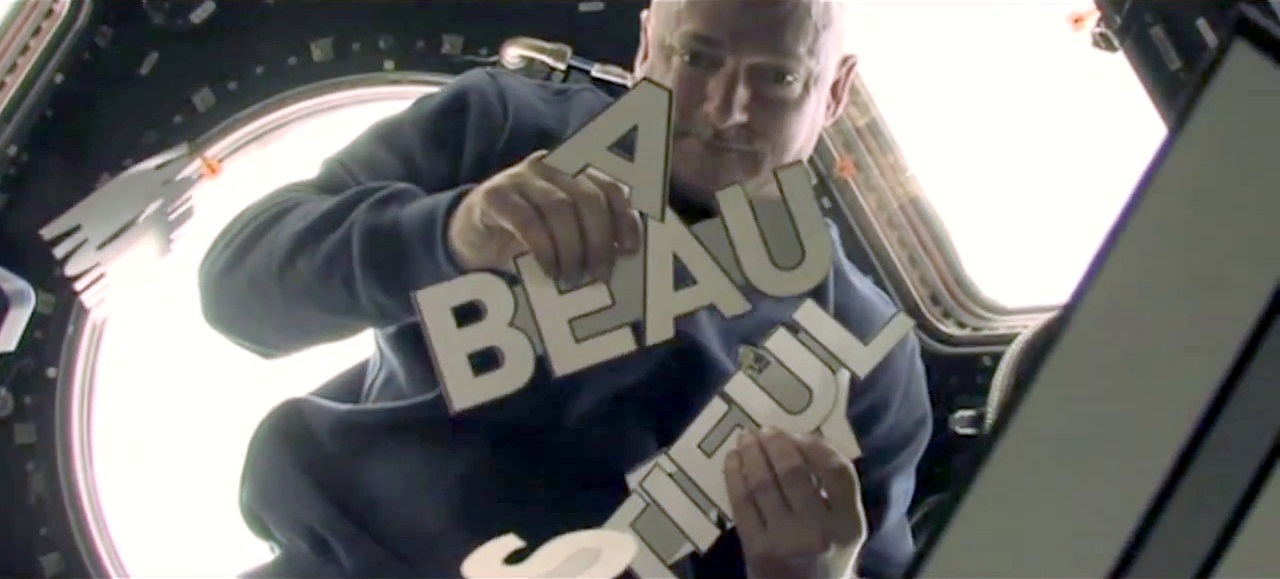
Une vidéo de l'astronaute Mark Kelly a été présentée avant Beautiful Day, lors des concerts de la dernière étape du U2 360° Tour.

En ouverture du disque, Beautiful Day est un hymne comme le groupe n'en avait plus sorti depuis With or Without You. Une introduction magistrale et qui ne rappelle en rien le son habituel de U2, avec un clavier traité en écho et des cordes qui sonnent à la manière d'un mellotron de la fin des années 1960. D'après Bono, c'est une chanson optimiste parlant « d'un homme qui a tout perdu, mais qui trouve de la joie dans ce qui reste ». Beautiful Day permet au groupe d'obtenir trois Grammy (chanson et enregistrement de l'année et la meilleure performance rock par un duo ou un groupe) et rendra jaloux Michael Stipe, qui s'avouera « en colère de ne pas l'avoir écrite ». Elle est en outre, classée 345e dans la liste des 500 plus grandes chansons de tous les temps établie par Rolling Stone en 2010. Beautiful Day figure au générique du film L'Île de Nim, réalisé par Jennifer Flackett et Mark Levin, et dans la série télévisée Smallville. U2 l'interprète dans toutes ses tournées depuis 2001.
Stuck in a Moment You Can't Get Out Of, aux sonorités gospel, est écrit en hommage à Michael Hutchence, chanteur du groupe INXS et ami de Bono disparu tragiquement. La star de U2 explique : « Pour moi, je lui ai prouvé tout mon respect et toute mon amitié en ne composant pas une stupide chanson sentimentale sirupeuse et dégoulinante. » Cette chanson prend la forme d'une conversation entre eux deux où Bono tente de le convaincre de ne pas se suicider. Mick Jagger avait enregistré des chœurs sur cette chanson avec sa fille Elizabeth mais n'a pas pu les terminer et ils n'ont pas été conservés.
Elevation qui rappelle les Rolling Stones à leur meilleur, a été utilisée pour la bande originale de Lara Croft: Tomb Raider (2001) dans une version plus hard rock que l'originale. Le morceau, parle de l'environnement glauque d'un écrivain qui essaie de transformer son expérience personnelle en art. Comme pour  Beautiful Day, U2 l'interprète dans toutes ses tournées depuis le début des années 2000.
Walk On s'inscrit délibérément dans le registre rock « héroïque », avec des vocaux et des arrangements réminiscents à la Bowie, des accords de guitare tonitruants et un piano omniprésent. Elle est dédiée à l'opposante birmane emprisonnée Aung San Suu Kyi, l'album ayant été interdit en Birmanie pour cette raison. D'après Bono, "c'est une chanson sur la noblesse d'âme et le sacrifice personnel, sur ce qu'il est bien de faire, même si votre cœur vous dit le contraire". Ce morceau servira de clôture à tous les concerts de l' Elevation Tour  en 2001. La chanson a été retravaillée pour l'album Songs of Surrender en 2023, avec un arrangement musical acoustique et des paroles réécrites reflétant l'invasion russe de l'Ukraine en 2022.
Kite écrite en hommage au père de Bono malade, est une chanson émouvante et somptueuse. Il s'agit d'un dialogue entre le père (« Bob ») et le fils (resté « Paul » pour son père). Le thème du cerf-volant (Kite) permet d'aborder l'envie absolue de prendre de la hauteur. C'est le titre préféré d'Adam Clayton et d'Elvis Costello.
Sur In a Little While, chanson baignée de soul, Bono revêt l'habit du crooner et s'approche de son modèle Al Green. Dans ce morceau, il est question d'un difficile retour à la maison après une nuit de beuverie, et la perspective de l'inévitable gueule de bois du lendemain. Joey Ramone, le leader du groupe punk rock Ramones l'écoutait souvent à l'hôpital alors qu'il était en phase terminale d'un cancer. Bien qu'il ne soit pas sorti en tant que single de l'album, In a Little While   est devenu un succès sur les radios alternatives pour adultes aux États-Unis, atteignant la première place du classement Billboard Triple-A pendant une semaine en mars 2002.
L'acoustique et léger Wild Honey est une chanson d’amour doucereuse et pas compliquée. Elle est proche du style de Van Morrison. « C'est le côté joyeux de U2 que l'on donne rarement à voir. Mais ce n'est pas ma préférée » dit Larry Mullen Junior. Wild Honey apparaît dans le film Vanilla Sky sorti en 2001, mais pas dans la bande originale.
Le délicat Peace on Earth a été écrit en hommage aux victimes de l'attentat d'Omagh en 1998. Bono exprime le chagrin et la rage d’un parent qui ne peut être réconforté par plus de promesses d’espoir. "Sick of sorrow/ Sick of pain/ Sick of hearing again and again/ That there’s going to be/ Peace on Earth." (Marre du chagrin / Marre de la douleur / Marre d’entendre encore et encore / Qu’il va y avoir / La Paix sur terre).
When I Look At The World est un morceau Pop rock atmosphérique qui relate l'engagement d'Adi Roche et d'Alison Stewart, la femme de Bono auprès des victimes de la catastrophe de Tchernobyl. Le charme de cette chanson est dû en partie à la « slide » et aux synthétiseurs qui s'entremêlent comme des guirlandes.
New York est un titre explosif dédié à Frank Sinatra et à Lou Reed qui possède de quoi enflammer toutes les arènes de la planète. C'est un morceau personnel pour Bono et dans lequel The Edge innove avec un brillant solo de guitare. La chanson se termine sur une référence à The Stolen Child, un poème de William Butler Yeats.
Enfin, l'album se termine sur Grace, la traditionnelle ballade de U2. C'est un hommage à la femme où l'on sent l'esprit d'Alison Stewart planer sur la chanson. Brian Eno au synthétiseur et Daniel Lanois à la guitare ont contribué à finaliser ce morceau.
La chanson bonus The Ground Beneath Her Feet, dont les paroles proviennent du roman La Terre sous ses pieds (1999) de Salman Rushdie, figure en 12e position sur les versions britannique, irlandaise, japonaise et australienne de l'album. Elle sera présente dans tous les supports, lors de la réédition de All That You Can't Leave Behind pour ses vingt ans en 2020. On peut aussi l'écouter sur la bande originale du film The Million Dollar Hotel sortie en début d'année 2000.

### Pochette de l'album
La pochette du disque est une photographie en noir et blanc prise par Anton Corbijn où l'on voit les membres du groupe ensemble et de profil, comme sur The Joshua Tree, dans le terminal 2F de l'aéroport de Paris-Charles-de-Gaulle. L'inscription J33-3 à gauche a été ajoutée et se réfère au livre de Jérémie 33:3 « Invoque-moi, et je te répondrai ; Je t'annoncerai de grandes choses, des choses cachées, Que tu ne connais pas ». La femme en arrière-plan est une fan du groupe qui a pu passer la journée avec eux. L'enfant qui est avec elle n'est pas le sien.

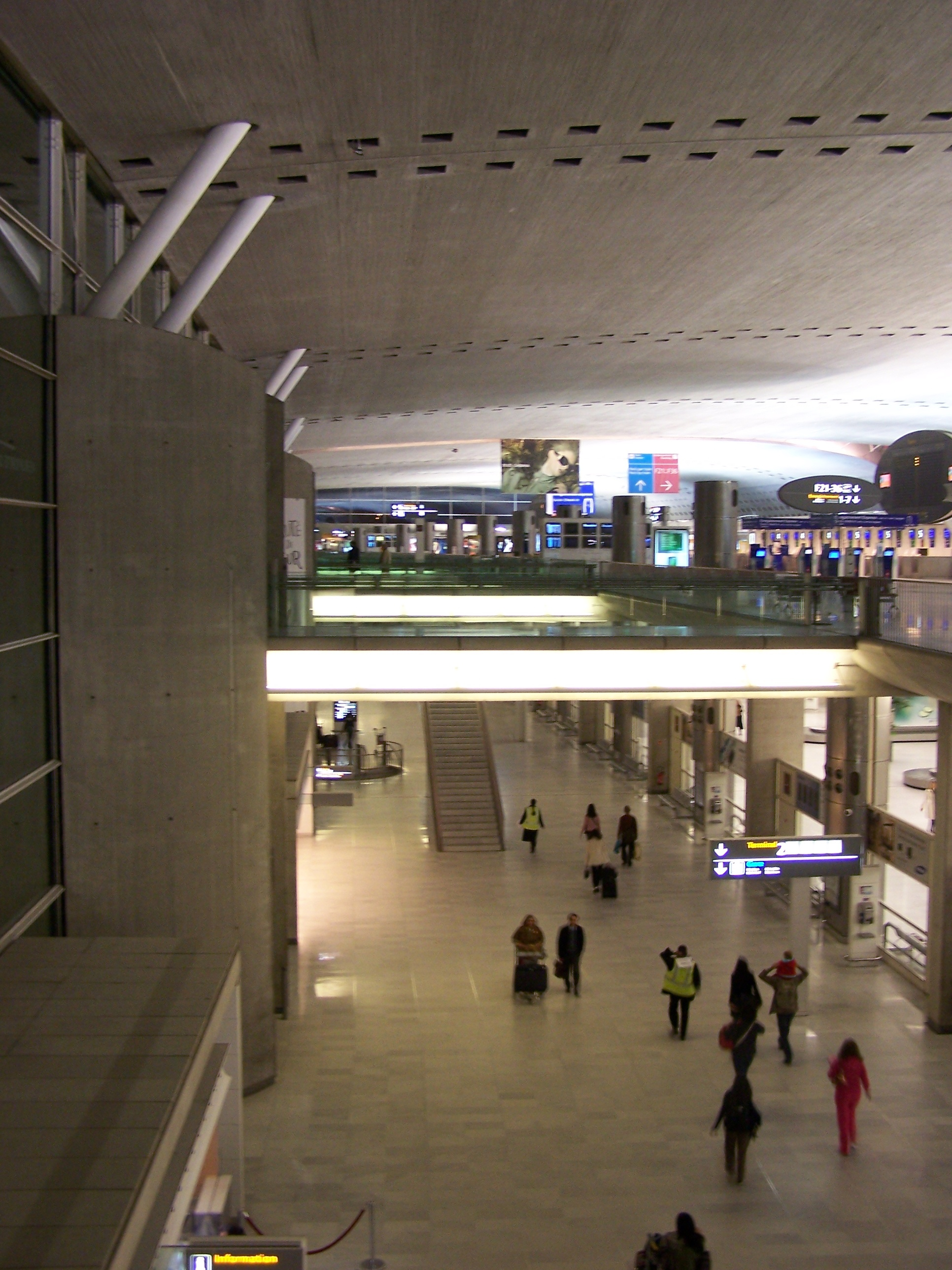
La photo de la pochette d'album a été prise au terminal 2F de l'aéroport Roissy-Charles-de- Gaulle.

## Accueil du public et de la presse
L'album a été vendu à plus de 12 millions d'exemplaires et a été no 1 dans 32 pays à sa sortie, notamment au Royaume-Uni, pays dans lequel il est triple disque de platine, en France, en Allemagne, en Italie, au Canada et en Australie. Il atteint la 3e place des charts aux États-Unis et est quadruple disque de platine dans ce pays. Le single Beautiful Day se classe lui aussi à la première place des charts dans de nombreux pays européens, au Canada et en Australie.
L'album a recueilli dans l'ensemble de bonnes critiques, obtenant un score de 79⁄100, sur la base de 17 critiques collectées, sur Metacritic. Stephen Erlewine, de AllMusic, lui donne 4 étoiles sur 5, estimant que le groupe « revient à l'esprit généreux qui circulait dans ses meilleurs albums des années 1980 » avec cet album « habile et artisanal » qui comporte « leur meilleur hymne depuis des années avec Beautiful Day » et « la meilleure chanson de pop qu'ils aient jamais écrite avec Wild Honey ». Steve Morse du Boston Globe déclare que « le disque a de grandes chansons qui s'enchaînent à merveille, un changement bienvenu par rapport à la nature décousue des disques de U2 comme Zooropa en 1993 et Pop en 1997. » Dans sa critique positive pour The Village Voice, Robert Christgau estime que l'album évite les tendances plus artistiques du travail précédent de U2 en faveur de chansons pop accrocheuses. Adam Sweeting du journal The Guardian considère que U2 a « saisi la valeur de la simplicité » et créé leur enregistrement le plus accessible et le plus émouvant depuis Achtung Baby. « Ils sont redevenus les rois du monde » commente Mark Blake du magazine Q. April Long, du New Musical Express, donne à l'album une note de 7/10, évoquant une « performance louable » mais quelques « moments ringards où l'idéalisme de Bono verse dans la sentimentalité ». James Hunter, de la revue Rolling Stone, écrit qu'All That You Can't Leave Behind est « la suite la plus complète de mélodies puissantes » que U2 ait jamais assemblée et que l'album est leur « troisième chef-d'œuvre » après The Joshua Tree et Achtung Baby . En France, dans le no 400 de Rock & Folk, le chroniqueur parle d'un « bon cru » et décerne au disque la note de 3 étoiles et demi/5. En revanche, Christophe Conte dans Les Inrockuptibles critique très négativement le disque se demandant « pourquoi diable U2 qui avait entrepris un dialogue passionnant avec son époque retourne-t il aussi lachement à son rock épique et vioque? », qualifiant le titre Beautiful Day de « purge […] qui à l'air d'un fruit pourri tombé de Joshua Tree avec treize ans de retard ».
En 2003, le magazine Rolling Stone place l'album à la 139e position dans sa liste des 500 plus grands albums de tous les temps. Néanmoins, en 2012, il reclassera le disque en 280e position. Dans Les 1001 albums qu'il faut avoir écoutés dans sa vie paru en 2006, il est qualifié d'« album aux proportions épiques, sans remplissage » où « U2 abandonne son expérimentation électronique en faveur d'une instrumentation épurée et de paroles qui tendent réellement à l'universalité ». Enfin, pour Le Nouveau Dictionnaire du rock paru en 2014, « la plus grande force de cet album n'en est pas le son, mais les chansons » et de poursuivre : « c'est l'absence d'emballage sonore moderne qui fait la beauté et même le courage de ce disque. »

## Grammy Awards
All That You Can't Leave Behind a été récompensé lors des cérémonies des 43e et 44e Grammy Awards au Staples Center à Los Angeles en 2001 et 2002. L'album et les chansons qui en sont extraites ont remporté sept trophées sur deux années consécutives. En 2001, Beautiful Day remporte les Grammy de la chanson de l'année, de l'enregistrement de l'année et de la meilleure interprétation rock par un duo ou un groupe. En 2002, All That You Can't Leave Behind remporte le prix du meilleur album rock de l'année, Walk On celui de l'enregistrement de l'année, Elevation celui de la meilleure interprétation rock par un duo ou un groupe et  Stuck in a Moment You Can't Get Out Of celui de la meilleure interprétation pop par un duo ou un groupe.

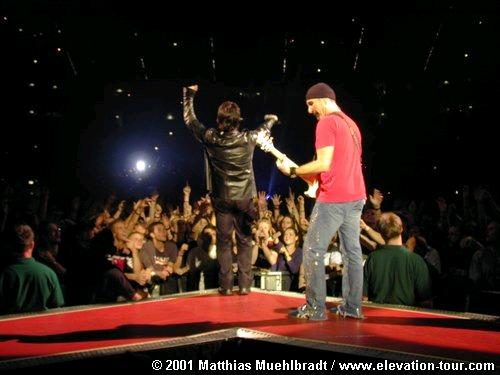
Elevation Tour à Cologne le 12 juillet 2001.

## Elevation Tour
La tournée Elevation Tour commence le 24 mars 2001 à Fort Lauderdale et se termine le 2 décembre 2001 à Miami. Elle compte 113 dates et se divise en trois grandes parties, les première et dernière en Amérique du Nord (de mars à juin et en octobre et novembre), et la deuxième en Europe (de juillet à septembre). Après les tournées précédentes du groupe où les concerts avaient lieu dans de grands stades, l'Elevation Tour marque le retour à des concerts dans des salles couvertes. Six chansons sont toujours jouées lors des 113 concerts : Beautiful Day, Elevation, One, Stuck in a Moment You Can't Get Out Of, Sunday Bloody Sunday et Where the Streets Have No Name.

## Liste des chansons
Toutes les chansons sont écrites par U2 et publiées par PolyGram International Music.
| No  | Titre                                  | Durée |
| --- | -------------------------------------- | ----- |
| 1.  | Beautiful Day                          | 4:06  |
| 2.  | Stuck in a Moment You Can't Get Out Of | 4:32  |
| 3.  | Elevation                              | 3:45  |
| 4.  | Walk On                                | 4:55  |
| 5.  | Kite                                   | 4:23  |
| 6.  | In a Little While                      | 3:37  |
| 7.  | Wild Honey                             | 3:47  |
| 8.  | Peace on Earth                         | 4:46  |
| 9.  | When I Look at the World               | 4:15  |
| 10. | New York                               | 5:27  |
| 11. | Grace                                  | 5:32  |

## Crédits
U2
- Bono – chant, guitare
- The Edge – guitare, claviers, chœurs
- Adam Clayton – basse
- Larry Mullen, Jr. – batterie, percussions

Musiciens additionnels
- Brian Eno – synthétiseurs, programmation, chœurs, arrangement cordes
- Daniel Lanois – guitare additionnelle, chœurs
- Paul Barrett – cuivres (2)

Équipe de production et artistique
- Daniel Lanois, Brian Eno –  production
- Steve Lillywhite, Mike Hedges, Richard Stannard, Julian Gallagher - production additionnelle
- Richard Rainey - enregistrement sonore
- Richard Rainey, Steve Lillywhite, Tim Palmer, Mike Hedges, Richard Stannard et Julian Gallagher, Brian Eno, Daniel Lanois, Steve Fitzmaurice - mixage
- Chris Heaney, Alvin Sweeney, Jay Goin – enregistrement et assistance mixage

## Classements et certifications
| Pays               | Positions |
| ------------------ | --------- |
| Allemagne          | 1         |
| Australie          | 1         |
| Autriche           | 1         |
| Belgique Comm. fl. | 1         |
| Belgique Comm. fr. | 1         |
| Canada             | 1         |
| Danemark           | 2         |
| États-Unis         | 3         |
| Finlande           | 1         |
| France             | 1         |
| Irlande            | 1         |
| Italie             | 1         |
| Norvège            | 1         |
| Nouvelle-Zélande   | 1         |
| Pays-Bas           | 1         |
| Royaume-Uni        | 1         |
| Suède              | 1         |
| Suisse             | 2         |

| Pays        | Ventes      | Certifications |
| ----------- | ----------- | -------------- |
| Allemagne   | 450 000 +   | 3x Or          |
| Australie   | 350 000 +   | 5x Platine     |
| Autriche    | 20 000 +    | Platine        |
| Canada      | 500 000 +   | 5x Platine     |
| Danemark    | 80 000 +    | 2x Platine     |
| Espagne     | 300 000 +   | 3 × Platine    |
| États-Unis  | 4 000 000 + | 4x Platine     |
| Finlande    | 20 000 +    | Or             |
| France      | 300 000 +   | Platine        |
| Japon       | 200 000 +   | Platine        |
| Pays-Bas    | 160 000 +   | 2 × Platine    |
| Pologne     | 20 000 +    | Or             |
| Royaume-Uni | 900 000 +   | 3x Platine     |
| Suisse      | 80 000 +    | 2x Platine     |

## Singles
- Beautiful Day (9 octobre 2000)
- Stuck in a Moment You Can't Get Out Of (29 janvier 2001)
- Elevation (12 juin 2001)
- Walk On (19 novembre 2001)

| Beautiful Day                          | 7  | 1 | 9  | 6  | 1 | 21 | 17 | 1 | 1 | 1 | 6  |
| Stuck in a Moment You Can't Get Out Of | 40 | 3 | 31 | 33 | 1 | 52 | 31 | 1 | 1 | 2 | 38 |
| Elevation                              | 82 | 6 | 14 | 13 | 1 | -  | 34 | 1 | 3 | 3 | 20 |
| Walk On                                | 54 | 9 | -  | -  | 1 | -  | 81 | 7 | - | 5 | 48 |

## Rééditions
L'album est réédité en vinyle le 13 avril 2018.

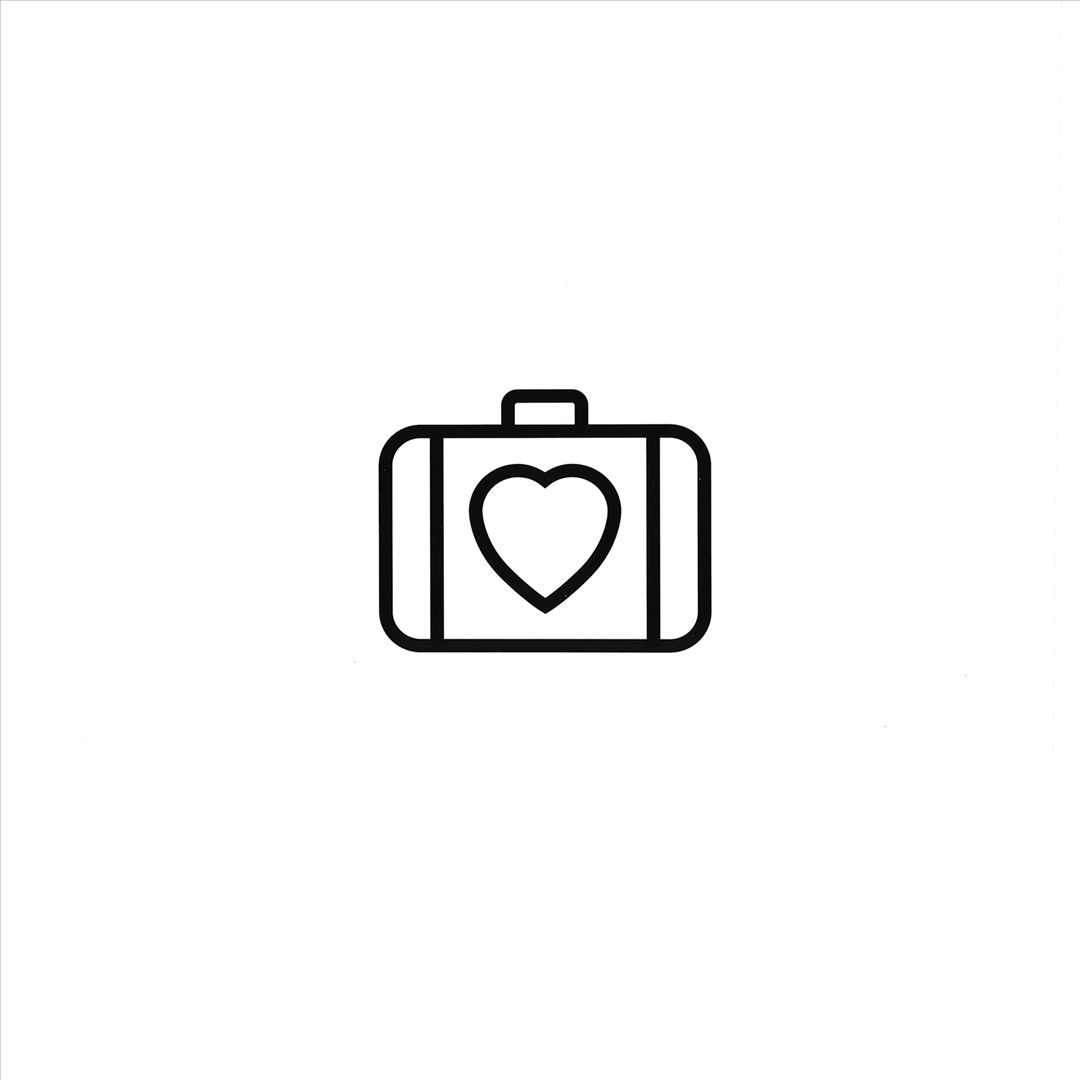
Les icônes présentes dans les pages intérieures de la pochette d'album en 2000 ont été réutilisées pour le coffret du 20e anniversaire.

Le 30 octobre 2020, soit deux décennies après la sortie d'All That You Can't Leave Behind, une réédition de l'album se présente dans divers formats, dont un box Super Deluxe de 51 titres au total. La prise additionnelle du morceau The Ground Beneath Her Feet est présente dans tous les supports. La collection Super Deluxe contient un livre à couverture solide de 32 pages, réalisé par le collaborateur de longue date et ami du groupe, Anton Corbijn, et 39 titres bonus, dont des Faces-B de Summer Rain, Stateless, Always, Big Girls Are Best, et Don’t Take Your Guns To Town. « Stateless a été enregistré lors des sessions de l’album, mais figure finalement dans la bande originale du film The Million Dollar Hotel, explique le groupe. Le voici complètement remasterisé avec une toute nouvelle lyric vidéo. » Enfin, on retrouve dans la collection Super Deluxe les prises originales des sessions en studio, 19 morceaux enregistrés pendant la tournée Elevation et 11 remixes.